# Prince Edward Air
Prince Edward Air Ltd., діюча як Prince Edward Air — канадська авіакомпанія місцевого значення зі штаб-квартирою у місті Шарлоттаун, Острів Принца Едварда, що працює на ринку регулярних пасажирських, чартерних, вантажних авіаперевезень, а також забезпечує роботу мобільних груп швидкої медичної допомоги (санітарна авіація).

## Історія
Авіакомпанія Prince Edward Air була утворена в 1989 як невелика комерційна компанія для забезпечення чартерних туристичних маршрутів, перевезення поштових вантажів і груп швидкої медичної допомоги, а також для виконання разових замовлень на рейси з боку місцевих бізнесменів. Спочатку флот авіакомпанії становив всього один літак, а її льотний склад представляв один пілот — нинішній президент компанії Роберт Бейтман. В даний час флот перевізника нараховує 20 лайнерів, а в штаті компанії працює більше 120 співробітників. Щодня літаки Prince Edward Air здійснюють регулярні пасажирські рейси в кілька аеропортів східній частині Канади, провінції Квебек і Онтаріо, а також у Міжнародний аеропорт Нью-Йорк імені Джона Кеннеді.
1 травня 2008 року 51 % акцій Prince Edward Air були викуплені канадською вантажною авіакомпанією Cargojet Airways, а в березні наступного року у власність Cargojet Airways перейшли решту 49 % акцій перевізника.

## Флот
Станом на травень 2008 року повітряний флот авіакомпанії Prince Edward Air становили такі літаки:
- 1 × Saab 340
- 3 × Beech 99
- 3 × Raytheon Beech 1900C Airliner [4]
- 1 × Cessna 172
- 1 × King Air 200
- 4 × Cessna Caravan
- 7 × Piper Navajo Chieftain